# Teoria di Yang-Mills
In fisica teorica, con teoria di Yang-Mills si intende una teoria di gauge basata su un gruppo unitario speciale. Questo tipo di teoria è alla base della cromodinamica quantistica e della teoria elettrodebole, risultando perciò centrale nella struttura matematica del modello standard.
Prende il nome da Chen Ning Yang e Robert Mills che ne formularono i principi nel 1954.

## Concetti generali ed evoluzione dell'idea
La maggior parte delle teorie della fisica sono descritte da lagrangiane invarianti sotto certe trasformazioni  del sistema di coordinate che sono eseguite identicamente in ogni punto dello spaziotempo; si dice quindi che presentano simmetrie globali. Il concetto alla base delle teorie di gauge è che le lagrangiane possiedano anche simmetrie locali, cioè che sia possibile effettuare queste trasformazioni  localmente in una particolare e limitata regione dello spaziotempo, senza interessare il resto dell'universo (a patto che le azioni da un punto all'altro siano indipendenti).
Lo scopo di Yang e Mills era quello di estendere il concetto originale di teoria di gauge per un gruppo abeliano, come è l'elettrodinamica quantistica, al caso di un gruppo non abeliano, in modo da fornire una formulazione invariante delle interazioni forti basata sull'isospin. L'idea inizialmente non ebbe successo poiché per mantenere l'invarianza di gauge i quanti del campo di Yang-Mills dovevano essere privi di massa e di conseguenza avere effetto a lunga distanza, cosa che non corrisponde alle evidenze sperimentali. Perciò la teoria fu accantonata fino all'inizio degli anni sessanta, quando fu introdotta, inizialmente da Jeffrey Goldstone, Yōichirō Nambu e Giovanni Jona-Lasinio, l'idea di rottura spontanea di simmetria, grazie alla quale le particelle teoricamente non massive acquistano massa in modo compatibile con l'invarianza di gauge.
Questo implicò una significativa ripartenza degli studi della teoria di Yang-Mills, che si dimostrò di successo nella formulazione sia della teoria elettrodebole che della cromodinamica quantistica (QCD). La QCD è descritta dal gruppo SU(3), mentre la teoria elettrodebole è stata ottenuta combinando SU(2) con U(1) (che è il gruppo che descrive l'elettrodinamica quantistica), così da ottenere il campo fotonico.
Il modello standard combina le interazioni forte, debole ed elettromagnetica attraverso il gruppo di simmetria SU(2)×U(1)×SU(3). L'interazione forte non è al momento unificata con le altre due, ma in un esperimento effettuato al LEP si è dimostrato che le costanti di accoppiamento convergono ad un unico valore ad alte energie, assumendo che valga una simmetria di ordine superiore come la supersimmetria.
La fenomenologia alle basse energie della cromodinamica quantistica non è inclusa in modo completo nel Modello standard a causa delle difficoltà nel trattare tale teoria con forte accoppiamento. Perciò il confinamento dei quark non è dimostrato teoricamente, ma solo visto negli esperimenti. Il problema dell'esistenza di Yang-Mills e del gap di massa è un problema matematico di grande rilevanza, tanto che è stato istituito un premio dall'Istituto Matematico Clay per chi riesca a dimostrare che una teoria di Yang-Mills esista e abbia un gap di massa (una massa minima non nulla nello spettro a basse energie).

## Introduzione matematica
Le teorie di Yang-Mills sono una classe di teorie di gauge specificate dalla lagrangiana
{\displaystyle \ {\mathcal {L}}_{\mathrm {gf} }=-{\frac {1}{4}}\operatorname {Tr} (F^{2})=-{\frac {1}{4}}F^{\mu \nu a}F_{\mu \nu }^{a}}
dove, se i generatori del gruppo di Lie soddisfano
{\displaystyle \ [T^{a},T^{b}]=if^{abc}T^{c}}
e la derivata covariante è definita come
{\displaystyle \ D_{\mu }=I\partial _{\mu }-igT^{a}A_{\mu }^{a}}
con {\displaystyle I} l'identità per i generatori del gruppo di gauge, {\displaystyle A_{\mu }^{a}} il potenziale vettore, g la costante di accoppiamento che in quattro dimensioni è un numero puro e per un gruppo tipo SU(N) è {\displaystyle a,b,c=1\ldots N^{2}-1}, allora il tensore di campo
{\displaystyle \ F_{\mu \nu }^{a}=\partial _{\mu }A_{\nu }^{a}-\partial _{\nu }A_{\mu }^{a}+gf^{abc}A_{\mu }^{b}A_{\nu }^{c}}
può essere derivato immediatamente attraverso il commutatore
{\displaystyle \ [D_{\mu },D_{\nu }]=-igT^{a}F_{\mu \nu }^{a}.}
Il campo ha perciò la proprietà di autointeragire e le equazioni del moto che così si ottengono si dicono semilineari in quanto presentano non linearità sia con derivate del campo che senza. Questo comporta che il trattamento di questa teoria è attualmente possibile solo con metodi di tipo perturbativo quando le non linearità  possono essere trattate come una piccola perturbazione (vedi teoria perturbativa).
Da notare che gli indici di gruppo {\displaystyle a,b,c,\ldots } non distinguono tra sopra e sotto (es. {\displaystyle f^{abc}=f_{abc}}) mentre per quelli greci {\displaystyle \mu ,\nu ,\ldots } si utilizza la metrica lorentziana {\displaystyle \eta =\operatorname {diag} (+---)}.
Le equazioni della teoria libera di Yang-Mills si ottengono dalla lagrangiana data come
{\displaystyle \partial ^{\mu }F_{\mu \nu }^{a}+gf^{abc}A^{\mu b}F_{\mu \nu }^{c}=0.}
Ponendo {\displaystyle F_{\mu \nu }=T^{a}F_{\mu \nu }^{a}}, si possono riscrivere come
{\displaystyle \,(D^{\mu }F_{\mu \nu })^{a}=0.}
Vale l'identita di Bianchi
{\displaystyle \ (D_{\mu }F_{\nu \kappa })^{a}+(D_{\kappa }F_{\mu \nu })^{a}+(D_{\nu }F_{\kappa \mu })^{a}=0.}
In presenza di correnti {\displaystyle J_{\mu }^{a}} le equazioni del moto hanno la forma
{\displaystyle \partial ^{\mu }F_{\mu \nu }^{a}+gf^{abc}A^{\mu b}F_{\mu \nu }^{c}=-J_{\nu }^{a}.}
Da notare che le componenti delle correnti devono cambiare appropriatamente sotto le trasformazioni del gruppo di gauge.

## La quantizzazione del campo di Yang-Mills

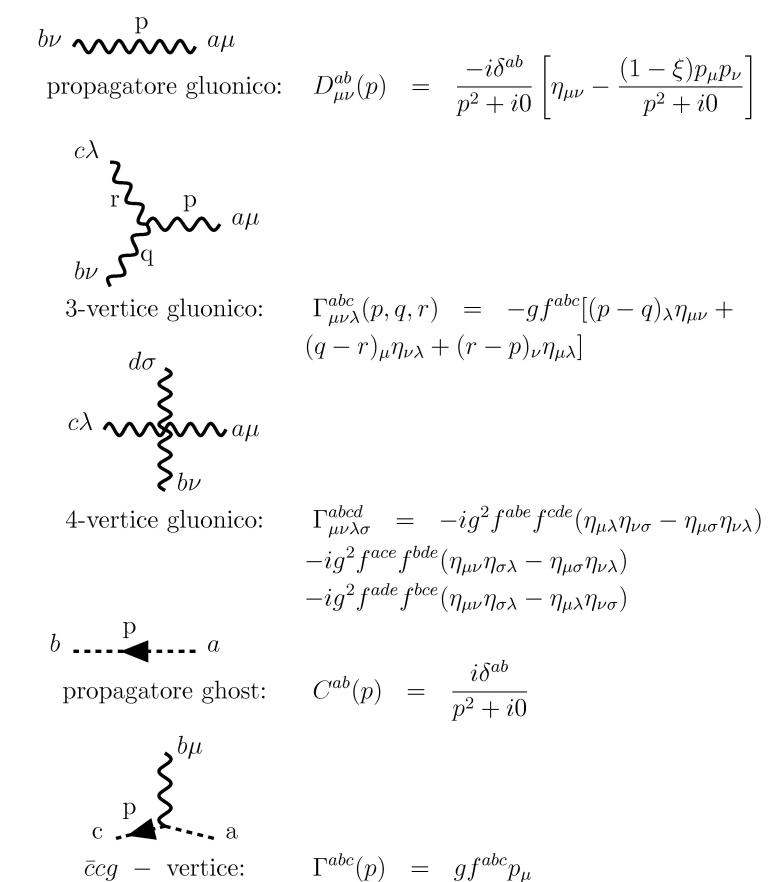
Regole di Feynman per la costruzione degli omonimi diagrammi

Il modo più appropriato per quantizzare il campo di Yang-Mills è attraverso il metodo funzionale, ossia l'integrale sui cammini. Si introduce un funzionale generatore per le funzioni ad n-punti nel modo seguente
{\displaystyle \ Z[j]=\int [dA]\exp \left(-{\frac {i}{4}}\int d^{4}x\operatorname {Tr} (F^{\mu \nu }F_{\mu \nu })+i\int d^{4}xj_{\mu }^{a}(x)A^{a\mu }(x)\right)}
ma questo integrale non esiste così com'è e la ragione risiede nel fatto che possiamo definire il potenziale vettore in infiniti modi a causa della libertà nella scelta della gauge. Questo problema è già noto nel caso dell'elettrodinamica quantistica, ma qui diventa più severo a causa delle proprietà non-abeliane del gruppo di gauge. La via di uscita è stata determinata da Faddeev e Popov con l'introduzione di un campo ghost che ha la caratteristica di non essere fisico, poiché segue la statistica di Fermi-Dirac pur essendo un campo scalare complesso, ossia viola il legame tra spin e statistica. In questo modo è possibile scrivere il funzionale generatore come
{\displaystyle {\begin{aligned}Z[j,{\bar {\varepsilon }},\varepsilon ]=\int [dA][d{\bar {c}}]&[dc]\exp \left(\left[-{\frac {i}{4}}\int d^{4}x\operatorname {Tr} (F^{\mu \nu }F_{\mu \nu })-i\int d^{4}x({\bar {c}}^{a}\partial _{\mu }\partial ^{\mu }c^{a}+g{\bar {c}}^{a}f^{abc}\partial _{\mu }A^{b\mu }c^{c})-i\int d^{4}x{\frac {1}{2\alpha }}(\partial \cdot A)^{2}\right]\right)\\&\qquad \qquad \times \exp \left(i\int d^{4}xj_{\mu }^{a}(x)A^{a\mu }(x)+i\int d^{4}x[{\bar {c}}^{a}(x)\varepsilon ^{a}(x)+{\bar {\varepsilon }}^{a}(x)c^{a}(x)]\right)\end{aligned}}}
che è la forma utilizzata per derivare le regole di Feynman e dove {\displaystyle c^{a}} è il campo ghost di Faddeev-Popov e {\displaystyle \alpha } determina il tipo di gauge in cui si vuole effettuare la quantizzazione. Le regole di Feynman per calcolare le ampiezze dei vari processi che si ottengono da questo funzionale in figura. Queste regole per i diagrammi di Feynman si ottengono facilmente quando vediamo che il suddetto funzionale generatore può essere riscritto come
{\displaystyle {\begin{aligned}Z[j,{\bar {\varepsilon }},\varepsilon ]&=\exp \left(-ig\int d^{4}x{\frac {\delta }{i\delta {\bar {\varepsilon }}^{a}(x)}}f^{abc}\partial _{\mu }{\frac {i\delta }{\delta j_{\mu }^{b}(x)}}{\frac {i\delta }{\delta \varepsilon ^{c}(x)}}\right)\exp \left(-ig\int d^{4}xf^{abc}\partial _{\mu }{\frac {i\delta }{\delta j_{\nu }^{a}(x)}}{\frac {i\delta }{\delta j_{\mu }^{b}(x)}}{\frac {i\delta }{\delta j^{c\nu }(x)}}\right)\times {}\\&\qquad \exp \left(-i{\frac {g^{2}}{4}}\int d^{4}xf^{abc}f^{ars}{\frac {i\delta }{\delta j_{\mu }^{b}(x)}}{\frac {i\delta }{\delta j_{\nu }^{c}(x)}}{\frac {i\delta }{\delta j^{r\mu }(x)}}{\frac {i\delta }{\delta j^{s\nu }(x)}}\right)Z_{0}[j,{\bar {\varepsilon }},\varepsilon ]\end{aligned}}}
dove
{\displaystyle \ Z_{0}[j,{\bar {\varepsilon }},\varepsilon ]=\exp \left(-\int d^{4}xd^{4}y{\bar {\varepsilon }}^{a}(x)C^{ab}(x-y)\varepsilon ^{b}(y)\right)\exp \left({\frac {1}{2}}\int d^{4}xd^{4}yj_{\mu }^{a}(x)D^{ab\mu \nu }(x-y)j_{\nu }^{b}(y)\right)}
è il funzionale generatore della teoria libera. Sviluppando in {\displaystyle g} e calcolando le derivate funzionali, possiamo ottenere tutte le funzioni ad n-punti con la teoria delle perturbazioni. Usando la formula di riduzione LSZ otteniamo le ampiezze dei processi dati dalle funzioni ad n-punti e quindi le sezioni d'urto e le vite medie. La teoria è rinormalizzabile e le correzioni sono finite a tutti gli ordini della teoria delle perturbazioni.
Nel caso dell'elettrodinamica quantistica, essendo questa caratterizzata da una simmetria dovuta al gruppo U(1), che è abeliano, il campo ghost non si accoppia. Questo può essere visto facilmente osservando l'accoppiamento tra il campo di gauge e il campo ghost che è
{\displaystyle {\bar {c}}^{a}f^{abc}\partial _{\mu }A^{b\mu }c^{c}}.
Nel caso abeliano tutte le costanti di struttura {\displaystyle f^{abc}} sono nulle e quindi non c'è accoppiamento. Nel caso non-abeliano questo campo appare dunque un utile mezzo per riscrivere la teoria dei campi quantistici senza conseguenze fisiche, ossia non si hanno effetti sulle grandezze osservabili calcolabili con la teoria, come le ampiezze di scattering o i rate di decadimento.
Uno dei risultati più importanti ottenuti per la teoria di Yang-Mills è la cosiddetta libertà asintotica. Questo risultato si ottiene assumendo la costante di accoppiamento piccola (dunque piccole non linearità), come accade alle alte energie, applicando la teoria perturbativa. L'importanza di questo risultato è legata al fatto che una teoria di Yang-Mills descrive le interazioni forti e la libertà asintotica permette di descrivere correttamente i risultati sperimentali relativamente allo scattering anelastico profondo.
Per determinare il comportamento ad alte energie del campo di Yang-Mills, e quindi dimostrare che è asintoticamente libero, si esegue un calcolo perturbativo assumendo che la costante di accoppiamento {\displaystyle g} sia piccola e si verifica a posteriori che questo è vero nel limite ultravioletto, ossia delle alte energie. Nel limite opposto, limite infrarosso, la situazione è completamente diversa poiché la costante di accoppiamento è troppo grande perché la teoria delle perturbazioni sia affidabile.
Di fatto, la maggior parte delle difficoltà che incontrano le attuali ricerche nascono dal trattare la teoria alle basse energie, che è il caso più interessante essendo inerente alla descrizione della materia adronica e, più in generale, a tutti gli stati legati osservati di gluoni e quark ed il loro confinamento. Il metodo maggiormente utilizzato nel limite delle basse energie è quello di trattare la teoria su un computer, come nel caso delle teorie di gauge su reticolo. In questo caso sono necessarie grandi risorse di calcolo per essere sicuri che sia ottenuto il limite di volume infinito (spaziatura del reticolo sempre più piccola). Questo è il limite con cui i risultati vanno confrontati.
Piccola spaziatura e accoppiamento forte non sono indipendenti e per ottenere entrambi sono richieste risorse di calcolo sempre maggiori. Ad oggi, la situazione appare alquanto soddisfacente per lo spettro adronico e il calcolo dei propagatori gluonico e ghost, ma gli spettri di glueball e di mesoni esotici sono ancora una materia dibattuta anche in vista di un'osservazione sperimentale di questi stati esotici. Di fatto, la risonanza {\displaystyle \sigma } non è vista in nessun calcolo sul reticolo e su tale stato sono state proposte interpretazioni contrastanti. Questa è attualmente materia di forti discussioni.